# Squabble Up
Squabble Up è un singolo del rapper statunitense Kendrick Lamar, pubblicato il 22 novembre 2024 come primo estratto del suo sesto album in studio GNX.

## Antefatti
Il 4 luglio 2024, Kendrick Lamar ha pubblicato il video musicale della sua diss track a Drake nonché hit globale Not like Us; nei primi 15 secondi del video si poteva sentire uno snippet di un brano senza titolo di Lamar mentre quest'ultimo si incamminava per un corridoio buio. A causa del testo del brano, molti lo hanno denominato Broccoli o Broccoli (Reincarnated).
Il 13 ottobre 2024, il team Mercedes AMG di Formula 1 ha utilizzato il brano come suono per il loro video promozionale per la stagione e, dieci giorni più tardi, lo snippet è stato mandato in onda durante un broadcast per la partita di NBA tra Los Angeles Lakers e Minnesota Timberwolves. Anche grazie a questo, lo snippet è diventato virale su TikTok, con diversi fan che richiedevano che venisse pubblicato.

## Descrizione
Il brano è stato scritto da Kendrick Lamar e prodotto da Sounwave e Jack Antonoff con il lavoro aggiuntivo di Lamar stesso, Bridgeway e M-Tech e contiene un campionamento della linea di basso e del ritornello del brano in freestyle When I Hear Music di Debbie Deb del 1984. Secondo Matthew Richie di Pitchfork, in Squabble Up Lamar «incanala elementi del suo patrimonio di rap californiano» fondendo «G-funk, hyphy e addirittura mariachi» e utilizzando «una miriade di voci, cambiamenti di ottava e grida». Nel brano Lamar accusa diversi rapper di essere «finti», senza però fare nessun nome in particolare, oltre ad affrontare il tema dell'evoluzione personale e quello delle critiche ricevute dall'industria musicale. All'inizio del brano Kendrick Lamar fa riferimento al sassofonista e compositore Kamasi Washington, con il quale ha lavorato in diverse occasioni.

## Accoglienza
In una recensione del brano per Pitchfork, Matthew Ritchie ha elogiato Lamar per aver trasformato il campionamento in una «hit per i club in stile anni '90» e ha affermato che il suo «odio lirico» sulla traccia fosse «di vasta portata», rendendo l'ascolto «divertente». Zachary Horvath di HotNewHipHop ha sostenuto che Squabble Up sia la traccia di GNX che possiede «l'appeal più mainstream» e ha notato l'uso di «grandi giochi di parole, flow lisci e grande personalità».

## Video musicale
Il video musicale del brano, diretto da Calmatic, è stato reso disponibile su canale YouTube di Kendrick Lamar il 25 novembre 2024.
Il set e la cinematografia del video sono un omaggio al video musicale del brano dei The Roots del 1999 The Next Movement; in risposta a questo omaggio, Questlove dei The Roots ha ringraziato Lamar. Il videoclip contiene diverse simbologie e Easter egg, celebrando e omaggiando la cultura e la musica della California, la cultura afroamericana e la cultura dei Californios e dei Chicanos. I riferimenti sono diversi: la bandiera afroamericana, le Pantere Nere, il corteo di Natale di Compton, i compianti rapper californiani Nate Dogg e Mac Dre, il programma televisivo Soul Train, il film del 1993 Nella giungla di cemento, le copertine degli album Black Moses di Isaac Hayes (1971), Power di Ice-T (1988) e In a Major Way di E-40 (1995), l'iniziativa Jesus Saves Gangsters Too! del movimento Gangster Ministries, un modello lowrider personalizzato di Buick Grand National Experimental (GNX), dei motociclisti, dei membri della gang dei Bloods, dei ballerini che si esibiscono in coreografie, affidate a Charm La'Donna, e diversi cameo di artisti che si erano esibiti al concerto di Lamar The Pop Out: Ken & Friends durante il set di DJ Hed, come RJMrLA, G Perico and Cuzzos. Inoltre, si può vedere Kendrick Lamar che legge un libro intitolato "How to Be More Like Kendrick for Dummies" (ovvero "Come essere come Kendrick per negati") e che rievoca la visita al memoriale di un morto sconosciuto.

## Successo commerciale
Negli Stati Uniti, nella prima settimana di disponibilità, Squabble Up ha totalizzato 52 milioni di riproduzioni streaming, 5,7 milioni di audience radiofonica e 5 000 download digitali venduti. Ciò ha consentito al singolo di debuttare alla prima posizione della Billboard Hot 100, divenendo l'82ª canzone a ottenere tale risultato e la quinta numero uno della carriera di Lamar, nonché la sua terza ottenuta nel 2024 dopo Not like Us e Like That.

## Classifiche
| Classifica (2024-25) | Posizione massima |
| -------------------- | ----------------- |
| Australia            | 9                 |
| Canada               | 3                 |
| Finlandia            | 46                |
| Francia              | 53                |
| Germania             | 92                |
| Irlanda              | 3                 |
| Islanda              | 23                |
| Israele              | 76                |
| Italia               | 63                |
| Lettonia             | 2                 |
| Lituania             | 7                 |
| Lussemburgo          | 19                |
| Norvegia             | 25                |
| Nuova Zelanda        | 4                 |
| Paesi Bassi          | 16                |
| Portogallo           | 7                 |
| Regno Unito          | 4                 |
| Singapore            | 30                |
| Stati Uniti          | 1                 |
| Svezia               | 26                |
| Svizzera             | 17                |